# 1984-es Formula–1 belga nagydíj
A belga nagydíj volt az 1984-es Formula–1 világbajnokság harmadik futama.

## Futam
| Helyezés | #  | Versenyző          | Csapat/Motor      | Körök | Idő/Kiesés oka      | Rajthely | Pontszám |
| -------- | -- | ------------------ | ----------------- | ----- | ------------------- | -------- | -------- |
| 1        | 27 | Michele Alboreto   | Ferrari           | 70    | 1:36:32,048         | 1        | 9        |
| 2        | 16 | Derek Warwick      | Renault           | 70    | + 42,386            | 4        | 6        |
| 3        | 28 | René Arnoux        | Ferrari           | 70    | + 1:09,803          | 2        | 4        |
| 4        | 6  | Keke Rosberg       | Williams-Honda    | 69    | Kifogyott üzemanyag | 3        | 3        |
| 5        | 11 | Elio de Angelis    | Lotus-Renault     | 69    | + 1 kör             | 5        | 2        |
| 6        | 19 | Ayrton Senna       | Toleman-Hart      | 68    | + 2 kör             | 19       | 1        |
| 7        | 15 | Patrick Tambay     | Renault           | 68    | + 2 kör             | 12       |          |
| 8        | 17 | Marc Surer         | Arrows-Ford       | 68    | + 2 kör             | 24       |          |
| 9        | 1  | Nelson Piquet      | Brabham-BMW       | 66    | Motorhiba           | 9        |          |
| 10       | 10 | Jonathan Palmer    | RAM-Hart          | 64    | + 2 kör             | 26       |          |
| Kizárva  | 4  | Stefan Bellof      | Tyrrell-Ford      | 69    | Kizárva             | 21       |          |
| Kiesett  | 21 | Mauro Baldi        | Spirit-Hart       | 53    | Felfüggesztés       | 25       |          |
| Kizárva  | 3  | Martin Brundle     | Tyrrell-Ford      | 51    | Kizárva             | 22       |          |
| Kiesett  | 26 | Andrea de Cesaris  | Ligier-Renault    | 42    | Baleset             | 13       |          |
| Kiesett  | 2  | Teo Fabi           | Brabham-BMW       | 42    | Kicsúszás           | 18       |          |
| Kiesett  | 14 | Manfred Winkelhock | ATS-BMW           | 39    | Kipufogó            | 6        |          |
| Kiesett  | 8  | Niki Lauda         | McLaren-TAG       | 35    | Vízpumpa            | 14       |          |
| Kiesett  | 23 | Eddie Cheever      | Alfa Romeo        | 28    | Motorhiba           | 11       |          |
| Kiesett  | 5  | Jacques Laffite    | Williams-Honda    | 15    | Elektronika         | 15       |          |
| Kiesett  | 25 | François Hesnault  | Ligier-Renault    | 15    | Hűtő                | 23       |          |
| Kiesett  | 18 | Thierry Boutsen    | Arrows-BMW        | 15    | Motorhiba           | 17       |          |
| Kiesett  | 24 | Piercarlo Ghinzani | Osella-Alfa Romeo | 14    | Erőátvitel          | 20       |          |
| Kiesett  | 12 | Nigel Mansell      | Lotus-Renault     | 14    | Kuplung             | 10       |          |
| Kiesett  | 7  | Alain Prost        | McLaren-TAG       | 5     | Elosztó             | 8        |          |
| Kiesett  | 22 | Riccardo Patrese   | Alfa Romeo        | 2     | Gyújtás             | 7        |          |
| Kiesett  | 20 | Johnny Cecotto     | Toleman-Hart      | 1     | Kuplung             | 16       |          |
| NK       | 9  | Philippe Alliot    | RAM-Hart          |       |                     |          |          |

## A világbajnokság élmezőnyének állása a verseny után
| H  | Versenyzők       | Pont | H  | Konstruktőrök  | Pont |
| -- | ---------------- | ---- | -- | -------------- | ---- |
| 1. | Alain Prost      | 15   | 1. | McLaren-TAG    | 24   |
| 2. | Derek Warwick    | 10   | 2. | Ferrari        | 13   |
| 3. | Michele Alboreto | 9    | 3. | Renault        | 12   |
| 4. | Niki Lauda       | 9    | 4. | Williams-Honda | 9    |
| 5. | Keke Rosberg     | 9    | 5. | Alfa Romeo     | 6    |

## Statisztikák
Vezető helyen:
- Michele Alboreto: 70 (1-70)

Michele Alboreto 3. győzelme, 1. pole-pozíciója, René Arnoux 11. leggyorsabb köre.
- Ferrari 89. győzelme.

Riccardo Patrese 100. versenye.